# Кантри Клаб (Мисури)
Кантри Клаб (енгл. Country Club) град је у америчкој савезној држави Мисури.

## Демографија
По попису из 2010. године број становника је 2.449, што је 603 (32,7%) становника више него 2000. године.
| Група             | 2000.         | 2010.         |
| Белци             | 1.781 (96,5%) | 2.274 (92,9%) |
| Афроамериканци    | 32 (1,7%)     | 39 (1,6%)     |
| Азијати           | 5 (0,3%)      | 14 (0,6%)     |
| Хиспаноамериканци | 20 (1,1%)     | 77 (3,1%)     |
| Укупно            | 1.846         | 2.449         |